# Frantic Amber
Frantic Amber est un groupe de death metal mélodique suédois, originaire de Stockholm, fondé en 2008 par Mary Säfstrand. Le groupe se revendique multiculturel, avec la présence de membres suédois, danois, mais aussi japonais et colombien,.

## Biographie
Le groupe est formé en 2008 par Mary Säfstrand, en tant que projet entre amies dans l'idée d'un groupe uniquement féminin ayant plus de prestance et de violence que les all-girls-band courants. Entre 2008 et 2009, le groupe change souvent de membres et de style musical. Celui-ci s'affirme début 2009 avec l'entrée en scène d'Elizabeth Andrews et de son chant guttural. Fin 2009, Frantic Amber a déjà acquis une certaine notoriété sur la scène suédoise et cherche de nouveaux membres. Sandra (basse), norvégienne, Emlee (batterie), suédoise et Mio Jäger (guitare) d'origine japonaise, font leur entrée, donnant un nouvel élan au groupe. 
En 2010, Frantic Amber perd son caractère de all-girls-band avec l'arrivée d'Erik Röjås à la batterie. En septembre 2010, le groupe publie la vidéo de sa chanson Wrath of Judgement. En avril 2012, Frantic Amber commence à travailler sur son premier album, après la publication du single Bleeding Sanity. En décembre 2012, le groupe publie le clip de sa chanson Ghost. Cette même année, le groupe se fait connaître sur la scène scandinave grâce à Serviges Radio P3, et remporte la même année la finale suédoise du concours de musique international, Wacken Metal Battle. La composition du groupe se fixe en 2014 avec Madeleine Gullberg Husberg (basse) et Mac Dalmanner (batterie),,. 
En mars 2015, Frantic Amber annonce un nouvel album, intitulé Burning Insight, le 15 avril au label FA/Bertus. Elles publient un premier single, Soar, sur Spotify. Burning Insight est accueilli d'une manière mitigée par la presse spécialisée,,.

## Style musical
Frantic Amber définit son propre style comme du death metal mélodique,, un metal intense avec des riffs lourds, des mélodies très marquées et des voix agressives. Leurs chansons sont fortement marquées par ce contraste entre mélodies et passages beaucoup plus lourds, le tout baignant dans une atmosphère inquiétante.

## Membres

### Membres actuels
- Elizabeth Andrews − chant (depuis 2009)
- Mary Säfstrand − guitare (depuis 2008)
- Madeleine Gullberg Husberg − basse (depuis 2014)
- Mio Jäger − guitare (depuis 2009)
- Mac Dalmanner − batterie (depuis 2014)[12]

### Anciens membres
- Mikaela - basse
- Amanda - guitare
- Jennah - batterie
- Emilia - chant
- Lolita - basse
- Lea - batterie
- Emlee Johansson - batterie
- Erik Röjås - batterie[1]

## Clips
- 2010 : Wrath of Judgement
- 2012 : Bleeding Sanity
- 2012 : Ghost
- 2014 : Burning Insight
- 2015 : Soar